# Gouverneur colonial du Kenya
Voici la liste des présidents, administrateurs, commissaires et gouverneurs de la colonie britannique au Kenya.
Le poste de gouverneur colonial du Kenya a été remplacé par le poste de gouverneur général lors de l'indépendance du pays en 1963. Et celui-ci sera remplacé par le président du Kenya lorsque du passage en république en 1964. 

## Président de laCompagnie britannique impériale d'Afrique de l'Est
| # | Image | Nom                   | Début de mandat  | Fin de mandat |
| - | ----- | --------------------- | ---------------- | ------------- |
| 1 |       | Sir William Mackinnon | 3 septembre 1888 | 1889          |

## Administrateurs de laCompagnie britannique impériale d'Afrique de l'Est
| #       | Image | Nom                         | Début de mandat  | Fin de mandat |
| ------- | ----- | --------------------------- | ---------------- | ------------- |
| 2       |       | George Sutherland Mackenzie | 3 septembre 1889 | mai 1890      |
| 3       |       | Francis Walter de Winton    | mai 1890         | février 1891  |
| 4       |       | George Sutherland Mackenzie | février 1891     | 1891          |
| Intérim |       | Greg Martin                 | 1891             | juin 1891     |
| 5       |       | Lloyd Williams Matthews     | juin 1891        | février 1892  |
| 6       |       | Sir Gerald Herbert Portal   | février 1892     | 1893          |
| Intérim |       | John R.W. Pigott            | 1893             | juillet 1895  |

## Commissaire de l'Afrique orientale britannique
| #       | Image | Nom                        | Début de mandat  | Fin de mandat    |
| ------- | ----- | -------------------------- | ---------------- | ---------------- |
| 7       |       | Sir Arthur Henry Hardinge  | 1er juillet 1895 | 7 octobre 1900   |
| Intérim |       | C.H. Craufurd              | 7 octobre 1900   | 30 décembre 1900 |
| 8       |       | Sir Charles Eliot          | 30 décembre 1900 | 20 mai 1904      |
| Intérim |       | Frederick John Jackson     | 20 mai 1904      | 1er août 1904    |
| 9       |       | Sir Donald William Stewart | 1er août 1904    | 1er octobre 1905 |
| Intérim |       | Frederick John Jackson     | 1er octobre 1905 | 12 décembre 1905 |
| 10      |       | Sir James Hayes Sadler     | 12 décembre 1905 | 31 décembre 1905 |

## Gouverneurs de l'Afrique orientale britannique
| #       | Image | Nom                                 | Début de mandat   | Fin de mandat     |
| ------- | ----- | ----------------------------------- | ----------------- | ----------------- |
| 10      |       | Sir James Hayes Sadler              | 31 décembre 1905  | 12 avril 1909     |
| Intérim |       | Sir Charles Calvert Bowring         | 12 avril 1909     | 16 septembre 1909 |
| 11      |       | Sir Edouard Percy Cranwill Girouard | 16 septembre 1909 | 17 juillet 1912   |
| Intérim |       | Sir Charles Calvert Bowring         | 17 juillet 1912   | 3 octobre 1912    |
| 12      |       | Sir Henry Conway Belfield           | 3 octobre 1912    | 14 avril 1917     |
| Intérim |       | Sir Charles Calvert Bowring         | 14 avril 1917     | 1er février 1919  |
| 13      |       | Sir Edward Northey                  | 1er février 1919  | 1920              |

## Gouverneurs de laColonie et protectorat du Kenya
| #       | Image | Nom                          | Début de mandat   | Fin de mandat     |
| ------- | ----- | ---------------------------- | ----------------- | ----------------- |
| 13      |       | Sir Edward Northey           | 1920              | 28 août 1922      |
| 14      |       | Sir Robert Thorne Coryndon   | 31 août 1922      | 10 février 1925   |
| Intérim |       | Edward Denham                | 10 février 1925   | 3 octobre 1925    |
| 15      |       | Edward William Macleay Grigg | 10 février 1925   | 27 septembre 1930 |
| Intérim |       | Sir Henry Monck-Mason Moore  | 27 septembre 1930 | 13 février 1931   |
| 16      |       | Sir Joseph Aloysius Byrne    | 13 février 1931   | 22 décembre 1936  |
| Intérim |       | Sir Armigel Wade             | 22 décembre 1936  | 6 avril 1937      |
| 17      |       | Sir Robert Brooke-Popham     | 6 avril 1937      | 9 janvier 1940    |
| Intérim |       | Walter Harragin              | 30 septembre 1939 | 9 janvier 1940    |
| Intérim |       | Sir Henry Monck-Mason Moore  | 9 janvier 1940    | 25 octobre 1944   |
| Intérim |       | Gilbert McCall Rennie        | 25 octobre 1944   | 12 décembre 1944  |
| 18      |       | Sir Philip Euen Mitchell     | 11 décembre 1944  | 21 juin 1952      |
| Intérim |       | Henry Steven Potter          | 21 juin 1952      | 29 septembre 1952 |
| 19      |       | Sir Evelyn Baring            | 30 septembre 1952 | 23 octobre 1959   |
| Intérim |       | Walter Fleming Coutts        | 4 octobre 1959    | 23 octobre 1959   |
| 20      |       | Sir Patrick Muir Renison     | 23 octobre 1959   | 17 novembre 1962  |
| Intérim |       | Sir Eric Griffith-Jones      | 17 novembre 1962  | 4 janvier 1963    |
| 21      |       | Malcolm MacDonald            | 4 janvier 1963    | 12 décembre 1964  |